# Приставка електроопори

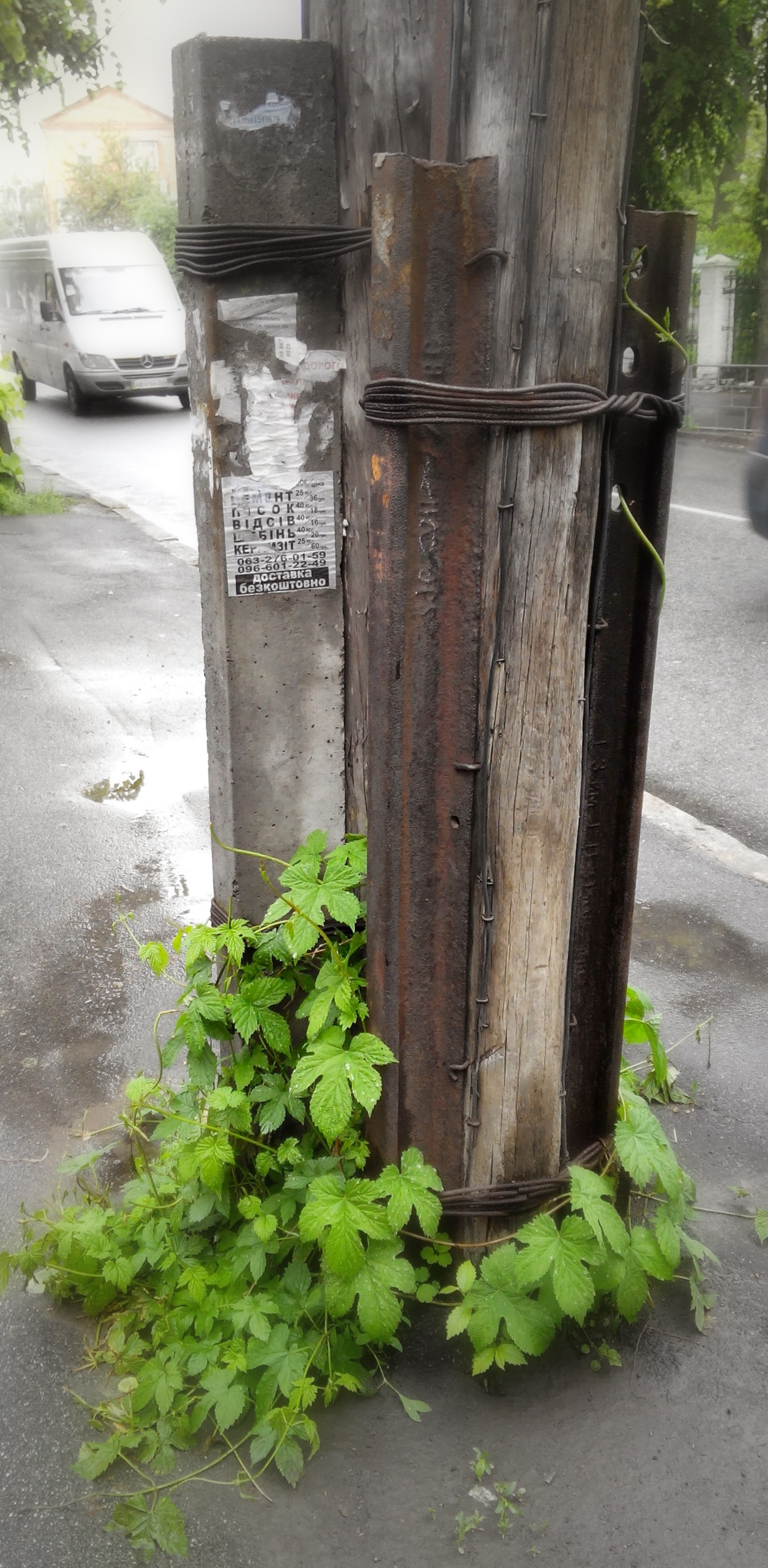
Пасинок (приставка) виконана з рейки (стовп попереду) та бетону (стовп позаду) для ліній електропередач та ліній зв'язку.

Приста́вка електроопо́ри або па́синок — фрагмент опори ліній електропередач. Найчастіше використовується в умовах теплого та вологого клімату разом в комбінації з дерев'яними опорами щоб продовжити термін експлуатації опори, попереджуючи її гниття наряду з застосуванням креозоту. Пасинки можуть бути виготовлені з бетону різної довжини, як пасинки можуть використовуватись залізничні бетонні шпали, фрагменти залізничної рейки, або дерев'яні пасинки. Бетонні пасинки можуть використовуватись в комбінації також з бетонними опорами з метою підвищення висоти опори.

## Переваги використання
- Подовжити довжину короткої опори (при проходженні, наприклад, над дорогою, або існуючою лінією) з метою збільшення відстані від стріли провису дротів до дорожнього полотна;
- Зберегти дерев'яну опору від поступового гниття;
- Зберегти дерев'яну опору від можливих низових пожеж (використання високого пасинку);
- Простота заміни опори з використанням готової приставки, в випадку пошкоджень опори пожежею.

## Монтаж
Спосіб кріплення стовпів до пасинків (як дешева міра продовження терміну експлуатації) набув широкого вжитку саме на теренах колишнього СРСР, в Україні часто використовується і понині.
Щоб округла поверхня дерев'яного стовпа краще прилягала до приставки, на опорі роблять плоску поверхню сокирою, або, рідше, бетонна приставка може мати напівкруглий жолоб. Потім, зробивши 4—8 витків товстого дроту-катанки навколо стовпа та приставки, монтажним ломом зкручують між собою витки, стягуючи опору з приставкою. Можуть використовуватись металеві хомути для з'єднання між собою бетонних конструкцій з двома приставками.
Бетонні приставки (пасинки) в залежності від призначення та розмірів опори відносяться до досить частих виробів з залізобетону[неавторитетне джерело].

## Маркування
Маркуються за назвою (ПТ — приставка трапецієподібна) із вказанням довжини виробу, округленої до дециметрів (наприклад, ПТ-45, ПТ-33), також можуть додаватись умовні позначення несучої здатності приставки, вказуватись додаткові характеристики приставок: а — з отворами для припасування до дерев'яного стовпа, М — морозостійкість, П — знижена водопроникність бетону, Про — особливо низька водопроникність бетону.[неавторитетне джерело]